# 李昭儀 (劉禪)
李昭儀（3世纪—264年），蜀後主劉禪妃嬪。

## 生平
三國時期蜀漢後主的昭儀。景耀六年（263年），魏征西將軍鄧艾攻至成都，後主投降。咸熙元年（264年），隨後主遷往洛陽。後來魏國把蜀國后宮除張皇后外的其餘妃嬪宮女賞賜給沒有妻子的諸位將軍，李昭儀先前就已受到亡國之辱，現在作為皇帝妃嬪又要再次受辱，於是找到後主述說：“我不能接二連三地受到侮辱。”於是自殺身亡。